# Kathy Garver
Kathy Garver, właśc. Kathleen Marie Allison Garver (ur. 13 grudnia 1945 w Long Beach, stan Kalifornia) – amerykańska aktorka.